# Alvites (Portugal)
Alvites es una freguesia portuguesa del municipio de Mirandela, con 17,81 km² de superficie y 282 habitantes (2001). Su densidad de población es de 15,8 hab/km².